# جايسون بانكس (لاعب كرة قدم أمريكية)
جايسون بانكس (بالإنجليزية: Jason Banks)‏ هو لاعب كرة قدم أمريكية أمريكي، ولد في 8 مايو 1985.

## وصلات خارجية
- جايسون بانكس على موقع مرجع كرة القدم المحترفة.كوم (الإنجليزية)